# Штурбино
Штурбино (адыг. Штурбинэ) — село в Красногвардейском муниципальном районе Республики Адыгея России, входит в состав Уляпского сельского поселения.

## История
Хутор Штурбин основан в 1885 году, в 1896 году преобразован в село.

## Население
| 2002 | 2010 | 2013 | 2014 | 2015 | 2016 | 2017 |
| ---- | ---- | ---- | ---- | ---- | ---- | ---- |
| 523  | ↘474 | ↗500 | ↘498 | ↗510 | ↘506 | ↘504 |
| 2018 | 2019 | 2020 | 2021 | 2023 | 2024 |      |
| ↘491 | ↗516 | ↘505 | ↘502 | ↗506 | ↘498 |      |

По данным Всероссийской переписи населения 2021 года:
| Народ   | Численность, чел. | Доля от всего населения, % |
| ------- | ----------------- | -------------------------- |
| русские | 436               | 86,85 %                    |
| адыги   | 27                | 5,38 %                     |
| армяне  | 18                | 3,59 %                     |
| другие  | 21                | 4,18 %                     |
| всего   | 502               | 100,0 %                    |

## Улицы
- Больничная,
- Зелёный Клин,
- Кирова,
- Ковтуна,
- Козлова переулок,
- Красная,
- Мира,
- Северная,
- Столбовая.